# Cryptachaea
Genre
Cryptachaea est un genre d'araignées aranéomorphes de la famille des Theridiidae.

## Distribution
Les espèces de ce genre se rencontrent en Amérique sauf Cryptachaea riparia paléarctique, Cryptachaea gigantipes, Cryptachaea veruculata et Cryptachaea meraukensis d'Océanie, Cryptachaea projectivulva et Cryptachaea ogatai d'Asie de l'Est et Cryptachaea blattea cosmopolite par introduction.

## Liste des espèces
Selon World Spider Catalog (version 26, 10/06/2025) :
- Cryptachaea alacris (Keyserling, 1884)
- Cryptachaea alleluia Rodrigues & Poeta, 2015
- Cryptachaea altiventer (Keyserling, 1884)
- Cryptachaea amazonas Buckup, Marques & Rodrigues, 2012
- Cryptachaea ambera (Levi, 1963)
- Cryptachaea analista (Levi, 1963)
- Cryptachaea anastema (Levi, 1963)
- Cryptachaea azteca (Chamberlin & Ivie, 1936)
- Cryptachaea banosensis (Levi, 1963)
- Cryptachaea barra (Levi, 1963)
- Cryptachaea bellula (Keyserling, 1891)
- Cryptachaea benivia Rodrigues & Poeta, 2015
- Cryptachaea blattea (Urquhart, 1886)
- Cryptachaea bonaldoi Buckup, Marques & Rodrigues, 2010
- Cryptachaea brescoviti Buckup, Marques & Rodrigues, 2010
- Cryptachaea caliensis (Levi, 1963)
- Cryptachaea canionis (Chamberlin & Gertsch, 1929)
- Cryptachaea caqueza (Levi, 1963)
- Cryptachaea catita Rodrigues & Poeta, 2015
- Cryptachaea chilensis (Levi, 1963)
- Cryptachaea chiricahua (Levi, 1955)
- Cryptachaea cidae Rodrigues & Poeta, 2015
- Cryptachaea cinnabarina (Levi, 1963)
- Cryptachaea dalana (Buckup & Marques, 1991)
- Cryptachaea dea (Buckup & Marques, 2006)
- Cryptachaea digitus (Buckup & Marques, 2006)
- Cryptachaea divisor Rodrigues & Poeta, 2015
- Cryptachaea dromedariformis (Roewer, 1942)
- Cryptachaea eramus (Levi, 1963)
- Cryptachaea ericae Rodrigues & Poeta, 2015
- Cryptachaea floresta Rodrigues & Poeta, 2015
- Cryptachaea fresno (Levi, 1955)
- Cryptachaea gigantea (Keyserling, 1884)
- Cryptachaea gigantipes (Keyserling, 1890)
- Cryptachaea hirta (Taczanowski, 1873)
- Cryptachaea ingijonathorum Buckup, Marques & Rodrigues, 2012
- Cryptachaea inops (Levi, 1963)
- Cryptachaea insulsa (Gertsch & Mulaik, 1936)
- Cryptachaea isana (Levi, 1963)
- Cryptachaea jequirituba (Levi, 1963)
- Cryptachaea kaspi (Levi, 1963)
- Cryptachaea koepckei (Levi, 1963)
- Cryptachaea lavia Rodrigues & Poeta, 2015
- Cryptachaea lisei Buckup, Marques & Rodrigues, 2010
- Cryptachaea lota (Levi, 1963)
- Cryptachaea maldonado Buckup, Marques & Rodrigues, 2012
- Cryptachaea manzanillo (Levi, 1959)
- Cryptachaea maraca (Buckup & Marques, 1991)
- Cryptachaea meraukensis (Chrysanthus, 1963)
- Cryptachaea migrans (Keyserling, 1884)
- Cryptachaea milagro (Levi, 1963)
- Cryptachaea nayaritensis (Levi, 1959)
- Cryptachaea oblivia (O. Pickard-Cambridge, 1896)
- Cryptachaea ogatai Yoshida, 2016
- Cryptachaea orana (Levi, 1963)
- Cryptachaea pacoti Brescovit, 2025
- Cryptachaea pallipera (Levi, 1963)
- Cryptachaea paquisha Rodrigues & Poeta, 2015
- Cryptachaea parana (Levi, 1963)
- Cryptachaea passiva (Keyserling, 1891)
- Cryptachaea pilar Santanna & Rodrigues, 2019
- Cryptachaea pilaton (Levi, 1963)
- Cryptachaea pinguis (Keyserling, 1886)
- Cryptachaea porteri (Banks, 1896)
- Cryptachaea projectivulva (Yoshida, 2001)
- Cryptachaea propinqua Rodrigues & Poeta, 2015
- Cryptachaea pura (O. Pickard-Cambridge, 1894)
- Cryptachaea pusillana (Roewer, 1942)
- Cryptachaea pydanieli (Buckup & Marques, 1991)
- Cryptachaea rapa (Levi, 1963)
- Cryptachaea rioensis (Levi, 1963)
- Cryptachaea riparia (Blackwall, 1834)
- Cryptachaea rostra (Zhu & Zhang, 1992)
- Cryptachaea rostrata (O. Pickard-Cambridge, 1896)
- Cryptachaea rupicola (Emerton, 1882)
- Cryptachaea schneirlai (Levi, 1959)
- Cryptachaea schraderorum (Levi, 1959)
- Cryptachaea serenoae (Gertsch & Archer, 1942)
- Cryptachaea sicki (Levi, 1963)
- Cryptachaea spectabilis Rodrigues & Poeta, 2015
- Cryptachaea taeniata (Keyserling, 1884)
- Cryptachaea taim (Buckup & Marques, 2006)
- Cryptachaea tambopata Rodrigues & Poeta, 2015
- Cryptachaea tovarensis (Levi, 1963)
- Cryptachaea triguttata (Keyserling, 1891)
- Cryptachaea trinidensis (Levi, 1959)
- Cryptachaea uncina Gao & Li, 2014
- Cryptachaea veruculata (Urquhart, 1886)
- Cryptachaea vivida (Keyserling, 1891)
- Cryptachaea zonensis (Levi, 1959)

## Systématique et taxinomie
Ce genre a été décrit par Archer en 1946 comme un sous-genre de Theridion. Il est élevé au rang de genre par Archer en 1950.

## Publication originale
- Archer, 1946 : « The Theridiidae or comb-footed spiders of Alabama. » Museum Paper, Alabama Museum of Natural History, vol. 22, p. 1-67.